# 久御山郵便局
久御山郵便局（くみやまゆうびんきょく）は、京都府久世郡久御山町にある郵便局。民営化前の分類では集配普通郵便局であった。

## 概要
住所：〒613-8799 京都府久世郡久御山町下津屋下ノ浜代1-1
民営化直前の集配業務再編において、多くの集配普通郵便局は統括センターとなったが、当局は配達センターとされたため、民営化後も郵便事業株式会社の支店は併設されず、集配センターが併設された。

## 沿革
- 1871年4月20日（明治4年3月1日） - 日本の近代郵便制度の創設とともに淀（よど）郵便取扱所として開設[1]。
- 1875年（明治8年）1月1日 - 淀郵便局（五等）となる。
- 1879年（明治12年）8月 - 為替・貯金取扱を開始。
- 1897年（明治30年）3月26日 - 淀郵便電信局となる。
- 1903年（明治36年）4月1日 - 通信官署官制の施行に伴い淀郵便局となる。
- 1963年（昭和38年）7月1日 - 国内欧文電報受付・配達事務および国際電報受付・配達事務を山崎電報電話局に移管[2]。
- 1963年（昭和38年）11月23日 - 電話交換事務を伏見電話局に移管。
- 1968年（昭和43年）3月10日 - 和文電報配達事務を伏見電報電話局および京都八幡電報電話局に移管。
- 1973年（昭和48年）12月10日 - 京都市伏見区淀池上町から久世郡久御山町下津屋へ移転。
- 1977年（昭和52年）11月1日 - 久御山郵便局に改称。
- 1989年（平成元年）10月2日 - 特定郵便局から普通郵便局に局種別改定。
- 1999年（平成11年） - 外国通貨の両替および旅行小切手の売買に関する業務取扱を開始。
- 2007年（平成19年）10月1日 - 郵政民営化に伴い、併設された郵便事業山城八幡支店久御山集配センターに一部業務を移管。
- 2012年（平成24年）10月1日 - 日本郵便株式会社の発足に伴い、郵便事業山城八幡支店久御山集配センターを久御山郵便局に統合。

## 取扱内容
- 郵便、印紙、ゆうパック、内容証明
- 貯金、為替、振替、振込、国際送金、国債、投資信託
- 生命保険、バイク自賠責保険、自動車保険
- 地方公共団体事務（京都市地下鉄バス利用券の交付）
- ゆうちょ銀行ATM
- 久世郡久御山町内全域(613-00xx)、八幡市内の一部地域（飛地のみ）(613-08xx)および京都市伏見区内の一部地域（旧淀町地区）(613-09xx)の集配業務

## 周辺
- 久御山町役場
- 株式会社京都冷蔵本社

## アクセス
- 京都京阪バス久御山町役場前停留所下車
- 京滋バイパス 久御山淀ICから南東へ、もしくは第二京阪道路 久御山南ICから北西へそれぞれ約2km
- 国道1号 久御山田井交差点を北東に折れて約400m
- 駐車場あり：3台